# Lobi Stars
Lobi Stars Football Club w skrócie Lobi Stars – nigeryjski klub piłkarski grający w pierwszej lidze nigeryjskiej, mający siedzibę w mieście Makurdi. Największym sukcesem klubu jest wywalczenie w 1999 i 2018 roku tytułu mistrza Nigerii. W 2003 zdobył Puchar Nigerii.

## Sukcesy
- Premier League[1]:
  - mistrzostwo (2): 1999, 2018.

- Puchar Nigerii[2]:
  - zwycięstwo (1): 2003.
  - finał (3): 2015, 2012, 2014.

- Superpuchar Nigerii[2]:
  - zwycięstwo (2): 1999, 2018.

## Występy w afrykańskich pucharach
| Sezon     | Rozgrywki           | Runda              | Kraj                         | Klub                      | Dom | Wyjazd | Dwumecz      |
| --------- | ------------------- | ------------------ | ---------------------------- | ------------------------- | --- | ------ | ------------ |
| 2000      | Liga Mistrzów       | 1                  | Republika Środkowoafrykańska | AS Tempête Mocaf          | 2–0 | 1–1    | 3–1          |
| 2000      | Liga Mistrzów       | 2                  | Angola                       | CD Primeiro de Agosto     | 1–1 | 1–0    | 2–1          |
| 2000      | Liga Mistrzów       | gr. B (3. miejsce) | Senegal                      | ASC Jeanne d’Arc          | 3–1 | 0–0    | 3–1          |
| 2000      | Liga Mistrzów       | gr. B (3. miejsce) | Egipt                        | Al-Ahly Kair              | 3–1 | 1–3    | 4–4          |
| 2000      | Liga Mistrzów       | gr. B (3. miejsce) | Ghana                        | Accra Hearts of Oak SC    | 0–2 | 0–2    | 0–4          |
| 2004      | Puchar Konfederacji | 1                  | Uganda                       | Express FC                | 3–0 | 1–1    | 4–1          |
| 2004      | Puchar Konfederacji | 2                  | Zambia                       | Green Buffaloes FC        | 2–1 | 2–4    | 4–5          |
| 2006      | Puchar Konfederacji | 1                  | Gwinea Równikowa             | Akonangui FC              | 1–0 | 0–1    | 1–1 (k. 6–5) |
| 2006      | Puchar Konfederacji | 2                  | Maroko                       | Olympique Khouribga       | 1–1 | 1–2    | 2–3          |
| 2013      | Puchar Konfederacji | 1                  | Mozambik                     | Liga Desportiva de Maputo | 3–1 | 1–7    | 4–8          |
| 2018/2019 | Liga Mistrzów       | wstępna            | Kamerun                      | UMS de Loum               | 2–0 | 0–1    | 2–1          |
| 2018/2019 | Liga Mistrzów       | 1                  | Kenia                        | Gor Mahia                 | 2–0 | 1–3    | 3–3          |
| 2018/2019 | Liga Mistrzów       | gr. A (3. miejsce) | Senegal                      | Wydad Casablanca          | 0–1 | 0–0    | 0–1          |
| 2018/2019 | Liga Mistrzów       | gr. A (3. miejsce) | Południowa Afryka            | Mamelodi Sundowns FC      | 2–1 | 0–3    | 2–4          |
| 2018/2019 | Liga Mistrzów       | gr. A (3. miejsce) | Wybrzeże Kości Słoniowej     | ASEC Mimosas              | 2–0 | 0–1    | 2–1          |

## Stadion
Domowe mecze klub rozgrywa na stadionie o nazwie Aper Aku Stadium w Makurdi, który może pomieścić 15000 widzów.